# ボークス
株式会社ボークス（VOLKS INC.）は、模型ホビー小売業および模型商品製造業を行う、日本のホビーメーカー兼小売りを行う総合企業である。

## 概要
当初は航空機のプラモデルを扱う模型小売店であったが、後にオリジナル製品としてガレージキット・フィギュア・ドールを開発・発売し、メーカーとして規模を拡大した。1998年（平成10年）よりスーパードルフィーと呼ばれる、樹脂製の球体関節人形を発売し、1999年（平成11年）よりドール関連の展示即売会としてドールズパーティーを開催している。
京都府京都市に本社を構え、日本各地に自社商品を展示・販売する直営小売店として「ショールーム」を置いている。

現在「ホビー」と「ドール」分野でそれぞれ別系統として展開を行っており、2019年11月にウェブサイトがリニューアルし「ボークス公式ホビー総合サイト」と「ボークス公式ドルフィー総合サイト」分けられた。
これに伴いオンラインストアも「ホビー」と「ドール」で展開している。

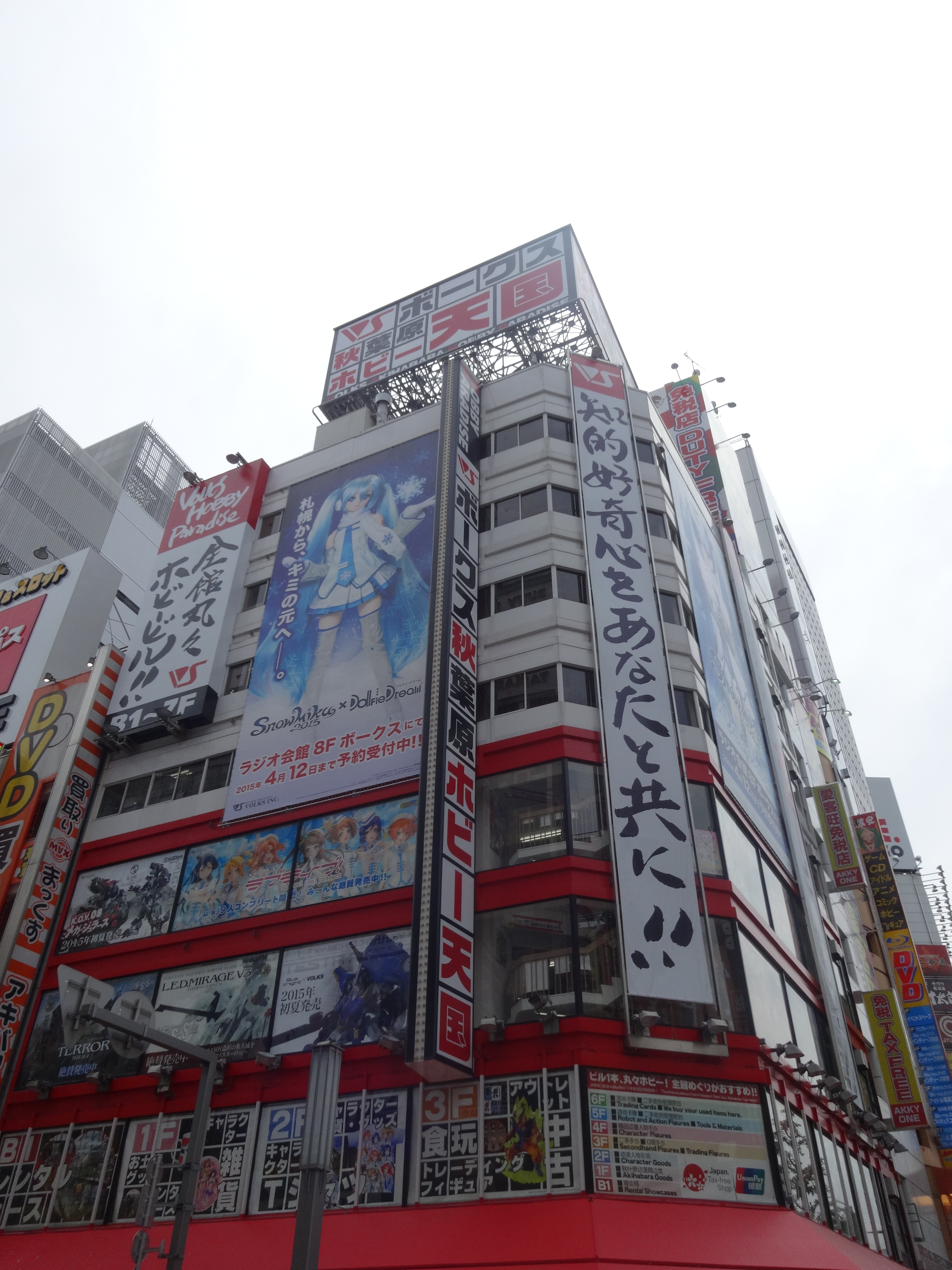
秋葉原ホビー天国（2代目）
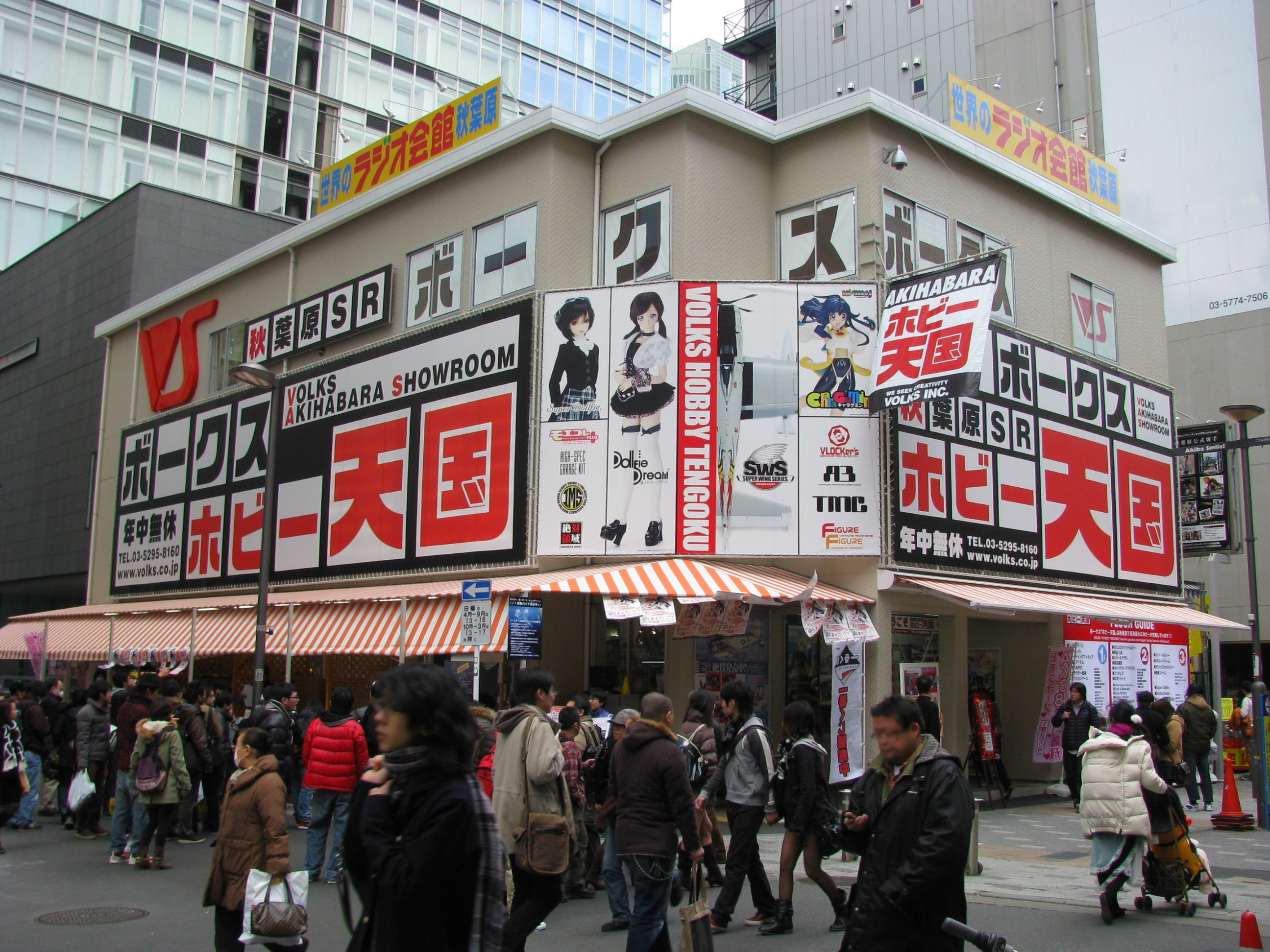
秋葉原ホビー天国（初代）

## 歴史・沿革
1972年（昭和47年）12月3日、創業者の重田英行が京都市上京区新町通り今出川上ル東側（今出川上ル163）において、航空機プラモデル専門店として創業・開店。数年後に鉄道模型専門店としてレイルランド店（今出川上ル173）を隣接して開設した。また、京都府内の長岡京市 (長岡店、後の本店、京都府長岡京市天神1-6-14) と宇治市 (小倉店、京都府宇治市小倉西浦87-3) 、大阪府内の枚方市 (くずは店、枚方市くずは並木2-22-10-106) にも支店を開設した。
1980年代半ばより、同店オリジナルの怪獣やキャラクターフィギュアなどのレジン製ガレージキットの展開を開始した。その後、各地の店舗を閉鎖するなど、小売を縮小した。1992年（平成4年）にはオリジナル製品の原型製作などを行う「造型村」を設立。
1997年（平成19年）、長岡京ショールームが開店。
1998年（平成10年）より球体関節人形に参入し、スーパードルフィーの展開を開始した。スーパードルフィーなどのドール・フィギュア関連の商品を扱う店舗として、日本各地にショールームを展開を始める。
2003年（平成15年）には京都府京都市右京区にある美術館「霞中庵 竹内栖鳳記念館」が前管財人より売却に出されていたところ、霞中庵や同じ敷地内にある竹内栖鳳記念館の保存を条件に購入し、以降スーパードルフィーの展示・販売施設「天使の里」として運営。千葉県船橋市に船橋ららぽーとショールームをオープン。
2010年（平成22年）より"SUPER WING SERIES"と称し、航空機のスケールモデルを発売しているほか、2011年（平成23年）には"SUPER RAIL SERIES"と称して、HOスケールや16番ゲージの鉄道模型製品の発売を開始するなど、スケールモデルも積極的に展開している。
2015年（平成27年）10月18日、長岡京ショールームが閉店。
2020年（令和2年）、八王子市にある石粉粘土のメーカー「アートクレイ株式会社」が廃業解散することに伴い、当該会社の全事業を譲受し製品の製造販売を引き継ぐ。船橋ららぽーとショールームが閉店。

## 製品
同社のドール・フィギュア製品は一部を除き、各地の同社ショールームならびに同社開催のイベントのみで販売されており、一般に流通していない。唯一の例外として『ファイブスター物語』のモーターヘッドであるザ・ナイト・オブ・ゴールドの射出成型キットのみ一般に流通している。
ガレージキット完成品のスタチューやドールなどは、その独自の流通方法を維持するが故の少数生産の為、愛好者の間ではレアアイテムとされる事が多い。
ファイブスター物語に登場し、その巨大さから立体化は困難といわれたヤクト・ミラージュやレッド・ミラージュインフェルノ･ナパームなどをガレージキットにて製品化。射出成型キットとしても破裂の人形、バッシュ・ザ・ブラックナイトを製品化している。マイティシリーズでは着色済みの半透明装甲の再現や、エッチングパーツを幾重にも重ねる事で多重構造を再現するなど新しい試みがなされている。

## グループ会社
株式会社ボークス（VOLKS INC.）
ホビー商品を扱う「ショールーム」 (レンタルショーケース併設) 、スーパードルフィー販売の「天使のすみか」、「天使の里」 (京都の1店舗のみ) 天使の窓（原宿の1店舗のみ）を全国に展開するグループ根幹の会社。 上記のホビーショップの全国展開だけでなく、プラスチックモデルやGK商品、ドール商品の開発、ホビーラウンドやドールズパーティーなどのイベント運営などホビーに関連した事業展開を行っている。 ・ボークス公式サイト
株式会社造形村
造形立体物の原型を製作販売する企業。
株式会社ヴァージナルアート
造形村で作られた原型をもとに複製・組み付けなどを行い、商品化する企業。